# Хронологія поширення COVID-19 (грудень 2021)
Стаття описує поширення коронавірусу тяжкого гострого респіраторного синдрому-2, що спричинив спалах коронавірусної хвороби 2019, у грудні 2021 року. Уперше хвороба була зареєстрована в місті Ухань у КНР у грудні 2019 року.

## Хронологія пандемії

### 1 грудня
- Канада повідомила про 3128 нових випадків хвороби, загальна кількість випадків зросла до 1795626.[1]
- Малайзія повідомила про 5439 нових випадків хвороби, внаслідок чого загальна кількість випадків досягла 2638221. Зареєстровано 6803 одужання, загальна кількість одужань зросла до 2544007. Зареєстровано 49 смертей, кількість померлих зросла до 30474 осіб.[2]
- Нова Зеландія повідомила про 149 нових випадків хвороби, загальна кількість випадків зросла до 11723. Зареєстровано 17 одужань, загальна кількість одужань зросла до 5671. Кількість смертей залишилася на рівні 44. Було 6008 активних випадків хвороби (47 на кордоні та 5961 з місцевою передачею вірусу).[3]
- Сінгапур повідомив про 1324 нових випадки хвороби, у тому числі 1266 з місцевою передачею вірусу, 45 у гуртожитках і 13 завезених, загальна кількість випадків зросла до 266049. Було підтверджено 8 смертей, кількість померлих зросла до 726.[4]
- Україна повідомила про 11960 нових випадків хвороби за добу та 557 нових смертей за добу, загальну кількість зросла до 3450341 та 86532 відповідно; загалом одужало 2972192 хворих.[5]

### 2 грудня
- Канада повідомила про 2484 нових випадки хвороби, загальна кількість випадків зросла до 1798105.[1]
- Малайзія повідомила про 5806 випадків хвороби, загальна кількість випадків зросла до 2644027. Зареєстровано 7246 одужань, загальна кількість одужань зросла до 2551253. Зареєстровано 47 смертей, кількість померлих зросла до 30521.[6]
- Нова Зеландія повідомила про 174 нових випадки хвороби, загальна кількість випадків зросла до 11895. Зареєстровано 33 одужання, загальна кількість одужань зросла до 5704. Кількість померлих залишилася на рівні 44. Зареєстровано 6147 активних випадків хвороби (47 на кордоні та 6100 з місцевою передачею вірусу).[7]
- У Сінгапурі повідомили про перші 2 випадки зараження варіантом Омікрон. Обидва хворі прибули з Йоганнесбурга.[8] У той же час країна повідомила про 1101 новий випадок хвороби, у тому числі 1050 з місцевою передачею вірусу, 41 проживав у гуртожитках і 10 завезених, загальна кількість зросла до 267150. Було підтверджено 9 смертей, кількість померлих до 735.[9]
- Україна повідомила про 13531 новий випадок за добу та 525 нових смертей за добу, загальна кількість випадків зросла до 3463872 та 87057 відповідно; загалом одужали 2995727 хворих.[10]

### 3 грудня
- Канада повідомила про 2733 нові випадки хвороби, загальна кількість випадків зросла до 1801601.[11]
- Малайзія повідомила про 5551 новий випадок хвороби, загальна кількість випадків зросла до 2649578. Зареєстровано 5301 одужання, загальна кількість одужань зросла до 2556554. Зареєстровано 17 смертей, кількість померлих зросла до 30538.[12] Того ж дня Малайзія повідомила про перший випадок захворювання на варіант Омікрон.[13]
- Нова Зеландія повідомила про 98 нових випадків хвороби, загальна кількість випадків зросла до 11992. Зареєстровано 44 одужання, внаслідок чого загальна кількість одужань зросла до 5759. Кількість померлих залишилася на рівні 44. Було 6189 активних випадків хвороби (51 на кордоні та 6138 з місцевою передачею вірусу).[14]
- У Сінгапурі повідомили про 766 нових випадків хвороби, у тому числі 738 з місцевою передачею вірусу, 11 у гуртожитках і 17 завезених, внаслідок чого загальна кількість випадків сягнула 267916. Було підтверджено 9 смертей, кількість померлих зросла до 744.[15]
- Україна повідомила про 13777 нових випадків хвороби за добу та 509 нових смертей за добу, загальна кількість зросла до 3477649 та 87566 відповідно; загалом одужали 3 018 620 хворих.[16]

### 4 грудня
- Канада повідомила про 2710 нових випадків хвороби, загальна кількість випадків зросла до 1805070.[17]
- Острови Кука повідомили про свій перший випадок хвороби в керованій ізоляції. Хворим був десятирічний хлопчик, який повернувся з родиною репатріаційним рейсом.[18]
- Малайзія повідомила про 4896 нових випадків хвороби, внаслідок чого загальна кількість випадків досягла 2654474. Зареєстровано 4678 одужань, загальна кількість одужань зросла до 2561232. Зареєстровано 36 смертей, кількість померлих зросла до 30574 осіб.[19]
- Нова Зеландія повідомила про 100 нових випадків хвороби, загальна кількість випадків зросла до 12087. Зареєстровано 14 одужань, внаслідок чого загальна кількість одужань зросла до 5773. Кількість померлих залишилася на рівні 44. Було 6270 активних випадків хвороби (52 на кордоні та 6218 з місцевою передачі вірусу).[20]
- Сінгапур повідомив про 743 нових випадки хвороби, включаючи 707 з місцевою передачею вірусу, 24 проживали в гуртожитках і 12 завезених, загальна кількість випадків зросла до 268659. Було підтверджено 2 смерті, кількість померлих зросла до 746.[21]
- У ПАР перевищено поріг у 3 мільйони випадків хвороби.[22]
- Україна повідомила про 13206 нових випадків хвороби за добу та 436 нових смертей за добу, загальна кількість зросла до 3490855 та 88002 відповідно; загалом одужали 3041385 хворих.[23]
- У Сполучених Штатах Америки кількість випадків перевищила 49 мільйонів.[24]

### 5 грудня
- Канада повідомила про 2628 нових випадків хвороби, загальна кількість випадків зросла до 1807703.[25]
- Десятирічна дитина на Островах Кука, у якої раніше був позитивний тест на COVID-19, пізніше була визначена як неінфекційний історичний випадок хвороби.[26]
- Малайзія повідомила про 4298 випадків хвороби, внаслідок чого загальна кількість випадків досягла 2658772. Зареєстровано 4929 одужань, загальна кількість одужань зросла до 2566159. Зареєстровано 40 смертей, кількість померлих зросла до 30614.[27]
- У Новій Зеландії повідомили про 180 нових випадків хвороби, загальна кількість випадків зросла до 12195. Зареєстровано 61 одужання, загальна кількість одужань зросла до 5834. Кількість померлих залишилася на рівні 44. Налічувалось 6317 активних випадків хвороби (53 на кордоні та 6264 з місцевою передачею вірусу).[28]
- У Сінгапурі повідомили про 552 нових випадки хвороби, в тому числі 523 з місцевою передачею вірусу, 14 у гуртожитках і 15 завезених, загальна кількість випадків зросла до 269211. Було підтверджено 13 смертей, кількість померлих зросла до 759.[29]
- Україна повідомила про 6622 нових випадки за добу та 278 нових смертей за добу, загальна кількість зросла до 3497477 і 88280 відповідно; загалом одужали 3050659 хворих.[30]

### 6 грудня
- Канада повідомила про 2876 нових випадків хвороби, загальна кількість випадків зросла до 1812244.[31]
- Малайзія повідомила про 4262 нові випадки хвороби, загальна кількість випадків зросла до 2663034. Зареєстровано 5894 одужання, загальна кількість одужань зросла до 2572053. Зареєстровано 38 смертей, кількість померлих зросла до 30652.[32]
- У Новій Зеландії повідомили про 136 нових випадків хвороби, загальна кількість випадків досягла 12331. Зареєстровано 51 одужання, загальна кількість одужань зросла до 5885. Кількість померлих залишилася на рівні 44. Зареєстровано 6402 активних випадки хвороби (52 на кордоні та 6350 з місцевою передачею вірусу).[33]
- Сінгапур повідомив про 662 нових випадки хвороби, в тому числі 638 з місцевою передачею вірусу, 13 проживали в гуртожитках і 11 завезених, загальна кількість випадків зросла до 269873. Було підтверджено 4 смерті, кількість померлих зросла до 763.[34]
- Україна повідомила про 4478 нових випадків хвороби за добу та 239 нових смертей за добу, загальна кількість зросла до 3501955 та 88519 відповідно; загалом одужав 3059741 хворий.[35]

### 7 грудня
Щотижневий звіт ВООЗ:
- Канада повідомила про 2966 нових випадків хвороби, загальна кількість випадків зросла до 1815215.[37]
- Малайзія повідомила про 4965 нових випадків хвороби, внаслідок чого загальна кількість випадків досягла 2667999. Зареєстровано 4817 одужань, загальна кількість одужань зросла до 2576870. Зареєстровано 66 смертей, кількість померлих зросла до 30718.[38]
- Нова Зеландія повідомила про 99 нових випадків хвороби, загальна кількість випадків зросла до 12248. Зареєстровано 83 одужання, загальна кількість одужань зросла до 5968. Кількість померлих залишилася на рівні 44. Налічувалось 6416 активних випадків хвороби (41 на кордоні та 6375 з місцевою передачею вірусу).[39]
- Сінгапур повідомив про 715 нових випадків хвороби, загальна кількість випадків зросла до 270588. Повідомлено про 8 нових смертей, кількість померлих зросла до 771.[40]
- Україна повідомила про 8655 нових випадків хвороби за добу та 467 нових смертей за добу, загальна кількість зросла до 3510610 та 88986 відповідно; загалом одужали 3082619 хворих.[41]

### 8 грудня
- Канада повідомила про 3532 нові випадки хвороби, загальна кількість випадків зросла до 1818742.[42]
- У Франції кількість випадків COVID-19 перевищила 8 мільйонів.[43]
- Малайзія повідомила про 5020 нових випадків хвороби, загальна кількість випадків зросла до 2673019. Зареєстровано 4525 одужань, загальну кількість одужань зросла до 2581395. Зареєстровано 28 смертей, кількість померлих зросла до 30746.[44]
- Нова Зеландія повідомила про 90 нових випадків хвороби, загальна кількість випадків зросла до 12516. Зареєстровано 41 одужання, загальна кількість одужань зросла до 6009. Кількість померлих залишилася на рівні 44. Зареєстровано 6643 активні випадки хвороби (41 на кордоні та 6422 з місцевою передачею вірусу).[45]
- Сінгапур повідомив про 709 нових випадків хвороби, внаслідок чого загальна кількість випадків досягла 271297. Повідомлено про 3 нових смерті, кількість померлих зросла до 774.[46]
- Україна повідомила про 9371 новий випадок хвороби за добу та 450 нових смертей за добу, загальна кількість зросла до 3519981 та 89436 відповідно; загалом одужали 3109423 хворі.[47]

### 9 грудня
- Канада повідомила про 4271 новий випадок хвороби, загальна кількість випадків зросла до 1823010.[48]
- Малайзія повідомила про 5446 нових випадків хвороби, загальна кількість випадків зросла до 2678465. Зареєстровано 5427 одужань, загальна кількість одужань зросла до 2586822. Зареєстровано 41 смерть, кількість померлих зросла до 30787.[49]
- Нова Зеландія повідомила про 105 нових випадків хвороби, внаслідок чого загальна кількість випадків досягла 12621. Зареєстровано 10 одужань, загальна кількість одужань зросла до 6019. Кількість померлих залишилася на рівні 44. Налічувалось 6558 активних випадків хвороби (42 на кордоні та 6516 з місцевою передачею вірусу).[50]
- Сінгапур повідомив про 682 нові випадки хвороби, загальна кількість випадків зросла до 271979.[51] Повідомлено про 5 нових смертей, кількість померлих зросла до 779. Того ж дня країна повідомила про ще 2 випадки варіанту Омікрон.[52]
- Україна повідомила про 12376 нових випадків за добу та 465 нових смертей за добу, загальна кількість зросла до 3532357 та 89901 відповідно; загалом одужало 3133970 хворих.[53]

### 10 грудня
- Канада повідомила про 4745 нових випадків хвороби, загальна кількість випадків зросла до 1827755.[54]
- Малайзія повідомила про 5058 нових випадків хвороби, загальна кількість випадків зросла до 2683523. Зареєстровано 4997 одужань, загальна кількість одужань зросла до 2591819. Зареєстровано 44 смерті, кількість померлих зросла до 30831.[55]
- У Новій Зеландії повідомили про 95 нових випадків місцевої передачі вірусу, внаслідок чого загальна кількість випадків, пов'язаних зі спалахом варіанту Дельта, досягла 9552. Також повідомлено про 2 смерті. У лікарнях перебували 56 хворих, налічувалось 6630 активних випадків хвороби.[56]
- Сінгапур повідомив про 454 нові випадки хвороби, загальна кількість випадків зросла до 272433. Було повідомлено про 4 нові смерті, кількість померлих зросла до 783.[57]
- Україна повідомила про 11327 нових випадків хвороби за добу та 442 нові смерті за добу, загальна кількість зросла до 3543684 та 90343 відповідно; загалом одужали 3158426 хворих.[58]

### 11 грудня
- Канада повідомила про 3921 новий випадок хвороби, загальна кількість випадків зросла до 1831733.[59]
- У Йорданії кількість випадків COVID-19 перевищила 1 мільйон.[60]
- Малайзія повідомила про 4626 нових випадків хвороби, внаслідок чого загальна кількість випадків досягла 2688149. Зареєстровано 4690 одужань, загальна кількість одужань зросла до 2596509. Зареєстровано 31 смерть, кількість померлих зросла до 30862.[61]
- Нова Зеландія повідомила про 96 нових випадків хвороби, загальна кількість випадків зросла до 12717. Зареєстровано 24 одужання, загальна кількість одужань зросла до 6043. Повідомлено про 2 смерті, внаслідок чого кількість померлих зросла до 46. Налічувалось 6630 активних випадків хвороби (38 на кордоні та 6592 з місцевою передачою вірусу).[62]
- Сінгапур повідомив про 559 нових випадків хвороби, внаслідок чого загальна кількість випадків досягла 272 992. Повідомлено про 6 нових смертей, кількість померлих зросла до 789.[63]
- У Туреччині кількість випадків перевищила 9 мільйонів. Також в країні повідомили про перший випадок захворювання на варіант Омікрон.[64]
- Україна повідомила про 10133 нові випадки за добу та 446 нових смертей за добу, загальна кількість зросла до 3553817 та 90789 відповідно; загалом одужали 3184287 хворих.[65]
- У Сполучених Штатах Америки кількість випадків перевищила 50 мільйонів.[66]

### 12 грудня
Щотижневий звіт Всесвітньої організації охорони здоров'я:
- Канада повідомила про 4400 нових випадків хвороби, загальна кількість випадків зросла до 1845256.[68]
- Малайзія повідомила про 3490 нових випадків хвороби, внаслідок чого загальна кількість випадків досягла 2691639. Зареєстровано 5399 одужань, загальна кількість одужань зросла до 2601908. Зареєстровано 17 смертей, кількість померлих зросла до 30879.[69]
- У Новій Зеландії повідомили про 104 нових випадки хвороби, загальна кількість випадків досягла 12884. Зареєстровано 26 одужань, загальна кількість одужань зросла до 6100. Кількість померлих залишилася на рівні 46. Налічувалося 6738 активних випадків хвороби (41 на кордоні, 6696 з місцевою передачею вірусу та один досліджувався).[70]
- У Росії кількість випадків COVID-19 перевищила 10 мільйонів.[71]
- Сінгапур повідомив про 370 нових випадків хвороби, внаслідок чого загальна кількість випадків досягла 273362. Повідомлено про 5 нових смертей, кількість померлих зросла до 794.[72]
- Україна повідомила про 5275 нових випадків хвороби за добу та 238 нових смертей за добу, загальна кількість зросла до 3559092 та 91027 відповідно; загалом одужали 3195913 хворі.[73]
- Кількість смертей від COVID-19 у Сполучених Штатах Америки досягла 800 тисяч.[74]

### 13 грудня
- Канада повідомила про 4149 нових випадків хвороби, загальна кількість випадків зросла до 1840920.[75]
- Греція перевищила поріг у мільйон випадків COVID-19.[76]
- Малайзія повідомила про 3504 нові випадки хвороби, загальна кількість випадків зросла до 2695143. Зареєстровано 4401 одужання, загальна кількість одужань зросла до 2606309. Зареєстровано 29 смертей, кількість померлих зросла до 30908.[77]
- Нова Зеландія повідомила про 103 нові випадки хвороби, загальна кількість випадків зросла до 12986. Зареєстровано 28 одужань, загальна кількість одужань зросла до 6128. Було зареєстровано одну смерть, кількість померлих зросла до 47. Зареєстровано 6811 активних випадків хвороби (41 на кордоні, 6769 з місцевою передачею вірусу та один досліджувався).[78]
- Сінгапур повідомив про 339 нових випадків хвороби, загальна кількість випадків зросла до 273701. Було повідомлено про 4 нові смерті, кількість померлих зросла до 798.[79]
- Україна повідомила про 4073 нові випадки хвороби за добу та 188 нових смертей за добу, загальна кількість зросла до 3563165 та 91215 відповідно; загалом одужали 3205879 хворих.[80]
- У Сполучених Штатах Америки кількість випадків хвороби перевищила 50 мільйонів.[66]

### 14 грудня
Щотижневий звіт Всесвітньої організації охорони здоров'я:
- Канада повідомила про 4400 нових випадків хвороби, загальна кількість випадків зросла до 1845256.[68]
- Малайзія повідомила про 4097 нових випадків хвороби, внаслідок чого загальна кількість випадків досягла 2699240. Зареєстровано 4301 одужання, загальна кількість одужань зросла до 2610610. Зареєстровано 48 смертей, кількість померлих зросла до 30956.[81]
- Нова Зеландія повідомила про 82 нових випадків хвороби, загальна кількість випадків зросла до 13067. Зареєстровано 29 одужань, загальна кількість одужань зросла до 6157. Кількість померлих залишилася на рівні 47. Налічувалось 6863 активні випадки хвороби (43 на кордоні, 6819 з місцевою передачею вірусу та один досліджувався).[82]
- Сінгапур повідомив про 442 нові випадки хвороби, внаслідок чого загальна кількість випадків досягла 274143. Було повідомлено про 6 нових смертей, кількість померлих зросла до 804.[83]
- Україна повідомила про 7283 нові випадки хвороби за добу та 387 нових смертей за добу, загальна кількість зросла до 3570448 і 91602 відповідно; загалом одужали 3233009 хворих.[84]

### 15 грудня
- Канада повідомила про 5807 нових випадків хвороби, загальна кількість випадків зросла до 1851057.[85]
- Малайзія повідомила про 3900 нових випадків хвороби, внаслідок чого загальна кількість випадків досягла 2703140. Зареєстровано 4552 одужання, загальна кількість одужань зросла до 2615162. Зареєстровано 33 смерті, кількість померлих зросла до 30989.[86]
- Нова Зеландія повідомила про 76 нових випадків хвороби, загальна кількість випадків зросла до 13143. Зареєстровано 36 одужань, загальна кількість одужань зросла до 6193. Кількість померлих залишилася на рівні 47. Налічувалось 6903 активні випадки хвороби (42 на кордоні, 6860 з місцевою передачю вірусу та один досліджувався).[87]
- Сінгапур повідомив про 474 нових випадки хвороби, загальна кількість випадків зросла до 274617. Повідомлено про 3 нові смерті, внаслідок чого кількість померлих сягнула 807.[88] Того ж дня країна повідомила про ще 3 випадки захворювання на варіант Омікрон.[89]
- Україна повідомила про 8109 нових випадків хвороби за добу та 356 нових смертей за добу, загальна кількість зросла до 3578557 та 91958 відповідно; загалом одужали 3259316 хворих.[90]
- Велика Британія повідомила про 88376 нових випадків хвороби, внаслідок чого загальна кількість випадків перевищила 11 мільйонів.[91]

### 16 грудня
- Канада повідомила про 7145 нових випадків хвороби, загальна кількість випадків зросла до 1857999.[92]
- Малайзія повідомила про 4262 випадки хвороби, загальна кількість випадків зросла до 2707402. Зареєстровано 4985 одужань, загальна кількість одужань зросла до 2620147. Зареєстровано 37 смертей, кількість померлих зросла до 31026.[93]
- Нова Зеландія повідомила про 95 нових випадків хвороби, загальна кількість випадків зросла до 13238. Зареєстровано 23 одужання, загальна кількість одужань зросла до 10791. Повідомлено про одну смерть, внаслідок чого кількість померлих зросла до 48. Налічувалось 2219 активних випадків хвороби (24 на кордоні, 2194 з місцевою передачею вірусу та один досліджувався).[94] Того ж дня країна підтвердила свій перший випадок зараження варіантом Омікрон під час закордонної поїздки.[95]
- У В'єтнамі за день було зареєстровано 34062 нові випадки хвороби, загальна кількість випадків зросла до 1493237.
- Україна повідомила про 9590 нових випадків хвороби за добу та 355 нових смертей за добу, загальна кількість зросла до 3588147 та 92313 відповідно; загалом одужали 3284815 хворих.[96]

### 17 грудня
- Канада повідомила про 9163 нові випадки хвороби, загальна кількість випадків зросла до 1866907.[97]
- Малайзія повідомила про 4362 нових випадки хвороби, загальна кількість випадків зросла до 2711764. Зареєстровано 5098 одужань, загальна кількість одужань зросла до 2625245. Зареєстровано 18 смертей, кількість померлих зросла до 31044.[98]
- Нова Зеландія повідомила про 79 нових випадків хвороби, загальна кількість випадків зросла до 13317. Зареєстровано 19 одужань, внаслідок чого загальна кількість одужань зросла до 11165. Повідомлено про одну смерть, внаслідок чого кількість померлих зросла до 49. Налічувалось 2102 активні випадки хвороби (26 на кордоні, 2075 з місцевою передачею вірусу та один досліджувався).[99]
- Сінгапур повідомив про 412 нових випадків хвороби, загальна кількість випадків досягла 275384. Повідомлено про одну нову смерть, кількість померлих зросла до 809.[100]
- Україна повідомила про 8899 нових випадків хворобиза добу та 328 нових смертей за добу, загальна кількість зросла до 3597046 та 92641 відповідно; загалом одужали 3306465 хворих.[101]

### 18 грудня
- Канада повідомила про 7566 нових випадків хвороби, загальна кількість випадків зросла до 1874472.[102]
- Китай повідомив про стотисячний випадок хвороби з початку пандемії COVID-19.[103]
- Малайзія повідомила про 4083 нові випадки хвороби, загальна кількість випадків зросла до 2715847. Зареєстровано 5435 одужань, загальна кількість одужань зросла до 2630680. Зареєстровано 29 смертей, кількість померлих зросла до 31073.[104]
- Нова Зеландія повідомила про 49 нових випадків хвороби, загальна кількість випадків зросла до 13366. Зареєстровано 21 одужання, загальна кількість одужань зросла до 11324. Кількість померлих залишилася на рівні 49. Налічувалось 1993 активні випадки хвороби (36 на кордоні, 1956 з місцевою передачею вірусу та один досліджувався).[105]
- Сінгапур повідомив про 271 новий випадок хвороби разом із 2 завезеними випадками варіанту Омікрон, загальна кількість випадків зросла до 275655. Повідомлено про одну нову смерть, кількість померлих зросла до 810.[106]
- Україна повідомила про 7503 нові випадки хвороби за добу та 288 нових смертей за добу, загальна кількість зросла до 3604549 і 92929 відповідно; загалом одужали 3324999 хворих.[107]
- Велика Британія повідомила про 93045 нових випадків хвороби.[103]

### 19 грудня
- Канада повідомила про 8746 нових випадків, загальна кількість випадків зросла до 1883217.[108]
- Малайзія повідомила про 3108 нових випадків хвороби, загальна кількість випадків зросла до 2718955. Зареєстровано 3701 одужання, загальна кількість одужань зросла до 2634381. Зареєстровано 19 смертей, кількість померлих зросла до 31092.[109]
- Нова Зеландія повідомила про 63 нових випадки хвороби, загальна кількість випадків зросла до 13425. Зареєстровано 34 одужання, загальна кількість одужань зросла до 11474. Кількість померлих залишилася на рівні 49. Налічувалост 1902 активних випадки хвороби (42 на кордоні, 1859 з місцевої передачі вірусу та один досліджувався).[110]
- Сінгапур повідомив про 255 нових випадків хвороби, внаслідок чого загальна кількість випадків досягла 275910. Було повідомлено про 3 нових смерті, кількість померлих зросла до 813.[111]
- Україна повідомила про 3602 нові випадки хвороби за добу та 176 нових смертей за добу, загальна кількість зросла до 3608151 та 93105 відповідно; загалом одужали 3331865 хворих.[112]

### 20 грудня
- Канада повідомила про 10677 нових випадків хвороби, загальна кількість випадків зросла до 1897587.[113]
- Малайзія повідомила про 2589 нових випадків хвороби, загальна кількість випадків зросла до 2721544. Зареєстровано 3810 одужань, загальна кількість одужань зросла до 2638191. Зареєстровано 43 смерті, кількість померлих зросла до 31135.[114]
- Нова Зеландія повідомила про 71 новий випадок хвороби, загальна кількість випадків зросла до 13495. Зареєстровано 13 одужань, загальна кількість одужань досягла 11642. Кількість померлих залишилася на рівні 49. налічувалось 1804 активні випадки хвороби (42 на кордоні, 1761 з місцевою передачею вірусу та один досліджувався).[115]
- Сінгапур повідомив про 195 нових випадків хвороби разом із 45 випадками варіанту Омікрон, загальна кількість зросла до 276105. Повідомлено про 2 нові смерті, внаслідокі чого кількість померлих зросла до 815.[116]
- Україна повідомила про 2536 нових випадків хвороби за добу та 157 нових смертей за добу, загальна кількість зросла до 3610687 та 93262 відповідно; загалом одужали 3338555 хворих.[117]
- У Сполучених Штатах Америки кількість випадків перевищила 51 мільйон.[118]

### 21 грудня
Щотижневий звіт ВООЗ:
- Канада повідомила про 11692 нові випадки хвороби, загальна кількість випадків зросла до 1909275.[120]
- Малайзія повідомила про 3140 нових випадків хвороби, загальна кількість випадків зросла до 2724684. Зареєстровано 4278 одужань, загальна кількість одужань зросла до 2642469. Зареєстровано 57 смертей, кількість померлих зросла до 31192.[121]
- У Новій Зеландії повідомили про 33 нових випадки хвороби, загальна кількість випадків досягла 13531. Зареєстровано 119 одужань, внаслідок чого загальна кількість одужань зросла до 11761. Кількість померлих залишилася на рівні 49. Налічувавсь 1721 активний випадок хвороби (46 на кордоні, 1674 з місцевою передачею вірусу та один досліджувався).[122]
- Сінгапур повідомив про 280 нових випадків хвороби, внаслідок чого загальна кількість випадків досягла 276385. Повідомлено про 2 нові смерті, внаслідок чого кількість померлих зросла до 817.[123]
- Україна повідомила про 6029 нових випадків хвороби за добу та 346 нових смертей за добу, загальна кількість зросла до 361616 і 93608 відповідно; загалом одужали 3357405 хворих.[124]

### 22 грудня
- Канада повідомила про 14934 нові випадки хвороби, загальна кількість випадків зросла до 1924261.[125]
- Малайзія повідомила про 3519 випадків хвороби, загальна кількість випадків зросла до 2728203. Зареєстровано 5118 одужань, загальна кількість одужань зросла до 2647587. Зареєстровано 29 смертей, кількість померлих зросла до 31221.[126]
- Нова Зеландія повідомила про 60 нових випадків хвороби, внаслідок чого загальна кількість випадків зросла до 13589. Зареєстровано 126 одужань, внаслідок чого загальна кількість одужань досягла 11887. Кількість померлих залишилася на рівні 49. Налічувалось 1653 активні випадки хвороби (47 на кордоні, 1605 з місцевою передачею вірусу та один досліджувався).[127]
- Сінгапур повідомив про 335 нових випадків хвороби, внаслідок чого загальна кількість випадків досягла 276720. Повідомлено про одну нову смерть, кількість померлих зросла до 818.[128]
- Україна повідомила про 6363 нові випадки хвороби за добу та 301 нову смерть за добу, загальна кількість зросла до 3623079 та 93909 відповідно; загалом одужали 3376899 хворих.[129]

### 23 грудня
- Канада повідомила про 20699 нових випадків хвороби, загальна кількість випадків зросла до 1945754.[130]
- Малайзія повідомила про 3510 нових випадків хвороби, загальна кількість випадків зросла до 2731713. Зареєстровано 4998 одужань, загальна кількість одужань зросла до 2652585. Зареєстровано 44 смерті, кількість померлих зросла до 31265.[131]
- Нова Зеландія повідомила про 60 нових випадків, довівши загальну кількість до 13 648. Зафіксовано 127 випадків одужання, що доводить загальну кількість одужань до 12014. Кількість померлих залишилася на рівні 49. Зареєстровано 1585 активних випадків хвороби (48 на кордоні, 1536 з місцевою передачею вірусу та один досліджувався).[132]
- У Сінгапурі повідомили про 322 нових випадки хвороби, загальна кількість випадків зросла до 277042. Повідомлено про 2 нові смерті, внаслідок чого кількість померлих зросла до 820.[133]
- Україна повідомила про 7312 нових випадків хвороби за добу та 275 нових смертей за добу, загальна кількість зросла до 3630391 та 94184 відповідно; загалом одужали 3393420 хворих.[134]

### 24 грудня
- Канада повідомила про 13754 нові випадки хвороби, загальна кількість випадків зросла до 1959508.[135]
- Малайзія повідомила про 3528 нових випадків хвороби, внаслідок чого загальна кількість випадків досягла 2735241. Зареєстровано 4489 одужань, загальна кількість одужань зросла до 2657074. Зареєстровано 25 смертей, кількість померлих зросла до 31290.[136]
- У Новій Зеландії повідомили про 72 нових випадки хвороби, загальна кількість випадків досягла 13719. Зареєстровано 20 одужань, загальна кількість одужань зросла до 12122. Кількість померлих залишилася на рівні 49. Налічувались 1548 активних випадків хвороби (57 на кордоні, 1490 з місцевою передачею вірусу та один досліджувався).[137]
- Сінгапур повідомив про 265 нових випадків хвороби, загальна кількість випадків зросла до 277307. Кількість померлих залишилася на рівні 820.[138] Того ж дня країна повідомила про 82 нових випадки захворювання на варіант Омікрон.[139]
- Україна повідомила про 6647 нових випадків хвороби за добу та 248 нових смертей за добу, загальна кількість зросла до 3637038 і 94432 відповідно; загалом одужали 3408294 хворі.[140]

### 25 грудня
- Канада повідомила про 10422 нові випадки хвороби, загальна кількість випадків зросла до 1969930.[141]
- У Франції кількість випадків COVID-19 перевищила 9 мільйонів.[142]
- Малайзія повідомила про 3160 нових випадків хвороби, внаслідок чого загальна кількість випадків досягла 2738401. Зареєстровано 4421 одужання, загальна кількість одужань зросла до 2661495. Зареєстровано 25 смертей, кількість померлих зросла до 31315.[143]
- Сінгапур повідомив про 248 нових випадків хвороби разом із 98 випадками варіанту Омікрон, загальна кількість зросла до 277555. Повідомлено про одну нову смерть, кількість померлих зросла до 821.[144]
- Україна повідомила про 5276 нових випадків хвороби за добу та 268 нових смертей за добу, загальна кількість зросла до 3642314 та 94700 відповідно; загалом одужали 3423933 хворі.[145]
- Україна повідомила про 5276 нових випадків хвороби за добу та 268 нових смертей за добу, загальна кількість зросла до 3642314 та 94700 відповідно; загалом одужали 3423933 хворі.[145]

### 26 грудня
- Канада повідомила про 10409 нових випадків хвороби, загальна кількість випадків зросла до 1980908.[146]
- У Німеччині кількість випадків COVID-19 перевищила 7 мільйонів.[142]
- Малайзія повідомила про 2778 нових випадків хвороби, внаслідок чого загальна кількість випадків досягла 2741179. Зареєстровано 3539 одужань, загальна кількість одужань зросла до 2665030. Зареєстровано 19 смертей, кількість померлих зросла до 31334.[147]
- Нова Зеландія повідомила про 70 нових випадків хвороби, загальна кількість випадків зросла до 13855. Зареєстровано 103 одужання, загальна кількість одужань зросла до 12361. Повідомлено про одну смерть, кількість померлих зросла до 50. Налічувались 1444 активні випадки хвороби (59 на кордоні, 1384 з місцевою передачею вірусу та один досліджувався).[148]
- Сінгапур повідомив про 209 нових випадків хвороби разом із 104 випадками варіанту Омікрон, загальна кількість випадків зросла до 277764. Повідомлено про одну нову смерть, кількість померлих зросла до 822.[149]
- Україна повідомила про 2810 нових випадків хвороби за добу та 138 нових смертей за добу, загальна кількість зросла до 3645124 та 94838 відповідно; загалом одужали 3428212 хворих.[150]

### 27 грудня
- Канада повідомила про 21001 новий випадок хвороби, загальна кількість випадків зросла до 2035831.[151]
- Малайзія повідомила про 2757 нових випадків хвороби, внаслідок чого загальна кількість випадків досягла 2743936. Зареєстровано 4620 одужань, загальна кількість одужань зросла до 2669650. Зареєстровано 35 смертей, кількість померлих зросла до 31369.[152]
- У Новій Зеландії повідомили про 44 нові випадки хвороби, загальна кількість випадків зросла до 13899. Повідомлено про 13 одужань, загальна кількість одужань зросла до 12458. Кількість померлих залишилася на рівні 50. Налічувався 1391 активний випадок хвороби (68 на кордоні, 1322 з місцевою передачею вірусу та один досліджувався).[153]
- Сінгапур повідомив про 280 нових випадків хвороби разом із 101 випадком варіанту Омікрон, загальна кількість випадків зросла до 278044. Було повідомлено про 3 нові смерті, кількість померлих зросла до 825.[154]
- Україна повідомила про 1864 нові випадки хвороби за добу та 133 нові смерті за добу, загальна кількість зросла до 3646988 і 94971 відповідно; загалом одужали 3432739 хворих.[155]

### 28 грудня
Щотижневий звіт ВООЗ:
- Канада повідомила про 27023 нові випадки хвороби, загальна кількість випадків зросла до 2070457.[157]
- Малайзія повідомила про 2897 нових випадків хвороби, загальна кількість випадків зросла до 2746833. Зареєстровано 3434 одужання, загальна кількість одужань зросла до 2673084. Зареєстровано 23 смерті, кількість померлих зросла до 31392.[158]
- У Новій Зеландії повідомили про 34 нових випадки хвороби, загальна кількість випадків досягла 13932. Зареєстровано 21 одужання, загальна кількість одужань зросла до 12548. Кількість померлих залишилася на рівні 50. Налічувалось 1334 активних випадки хвороби (83 на кордоні, 1250 з місцевою передачі вірусу та один досліджувався).[159]
- Сінгапур повідомив про 365 нових випадків хвороби разом із 134 випадками варіанту Омікрон, загальна кількість зросла до 278409. Кількість померлих залишилася на рівні 825.[160]
- В Іспанії кількість випадків хвороби перевищила 6 мільйонів.[161]
- Україна повідомила про 2248 нових випадків хвороби за добу та 134 нові смерті за добу, загальна кількість зросла до 3649236 і 95105 відповідно; загалом одужали 3437528 хворих.[162]
- У Великій Британії кількість випадків хвороби перевищила 12 мільйонів.[163]

### 29 грудня
- Канада повідомила про 32121 новий випадок хвороби, загальна кількість випадків зросла до 2102474.[164]
- Малайзія повідомила про 3683 нові випадки хвороби, загальна кількість випадків зросла до 2750516. 4322 хворі одужали, внаслідок чого загальна кількість одужань склала 2677406. Зареєстровано 36 смертей, кількість померлих зросла до 31428.[165]
- Нова Зеландія повідомила про 54 нові випадки хвороби, загальна кількість випадків зросла до 13986. Зареєстровано 24 одужання, загальна кількість одужань зросла до 12663. Повідомлено про одну смерть, внаслідок чого кількість померлих зросла до 51. Налічувалось 1272 активні випадки хвороби (90 на кордоні, 1181 з місцевою передачею вірусу та один досліджувався).[166]
- У Сінгапурі повідомили про 341 новий випадок хвороби разом із 170 випадками варіанту Омікрон, загальна кількість випадків зросла до 278750. Повідомлено про одну нову смерть, кількість померлих зросла до 826.[167]
- Україна повідомила про 5454 нові випадки хвороби за добу та 307 нових смертей за добу, загальна кількість випадків зросла до 3654690 і 95412 відповідно; загалом одужали 3449880 хворих.[168]
- У Сполучених Штатах Америки кількість випадків хвороби перевищила 53 мільйони.[169]

### 30 грудня
- Канада повідомила про 35439 нових випадків, загальна кількість випадків зросла до 2137913.[170]
- Малайзія повідомила про 3997 нових випадків хвороби, загальна кількість випадків зросла до 2754513. Зареєстровано 3984 одужання, загальна кількість одужань зросла до 2677068. Зареєстровано 34 смерті, кількість померлих зросла до 31462.[171]
- Нова Зеландія повідомила про 71 новий випадок хвороби, загальна кількість випадків зросла до 14057. Зареєстровано 19 одужань, загальна кількість одужань зросла до 12780. Кількість померлих залишилася на рівні 51. Налічувались 1226 активних випадків хвороби (98 в керованій ізоляції, 1127 з місцевою передачею вірусу та один досліджувався).[172]
- Острів Норфолк повідомив про свій перший випадок хвороби в керованій ізоляції.[173]
- Сінгапур повідомив про 311 нових випадків хвороби разом із 103 випадками варіанту Омікрон, загальна кількість випадків зросла до 279061. Повідомлено про одну нову смерть, кількість померлих зросла до 827.[174]
- Україна повідомила про 5930 нових випадків хвороби за добу та 278 нових смертей за добу, загальна кількість зросла до 3660620 і 95690 відповідно; загалом одужали 3460249 хворих.[175]

### 31 грудня
- Канада повідомила про 41210 нових випадків хвороби, загальна кількість випадків зросла до 2183527.[176]
- Італія повідомила про рекордні 126888 нових випадків хвороби, внаслідок чого загальна кількість випадків перевищила 6 мільйонів.
- Малайзія повідомила про 3573 нові випадки хвороби, загальна кількість випадків до 2758086. Зареєстровано 3988 одужань, загальна кількість одужань зросла до 2685378. Зареєстровано 25 смертей, кількість померлих зросла до 31487.[177]
- У Новій Зеландії повідомили про 62 нових випадки хвороби, загальна кількість випадків досягла 14118. Зареєстровано 13 одужань, загальна кількість одужань зросла до 12870. Кількість померлих залишилася на рівні 51. Налічувалось 1197 активних випадків хвороби (107 на кордоні, 1089 з місцевою передачею вірусу та один досліджувався).[178]
- Сінгапур повідомив про 344 нових випадки хвороби, з яких 172 були завезеними, загальна кількість випадків зросла до 279405. Повідомлено про одну нову смерть, кількість померлих зросла до 828.[179]
- Україна повідомила про 7029 нових випадків хвороби за добу та 209 нових смертей за добу, загальна кількість зросла до 3667649 та 95899 відповідно; загалом одужали 3468858 хворих.[180]

## Резюме
Країни та території, які підтвердили перші випадки захворювання протягом грудня 2021 року:
| Дата          | Країна або територія |
| ------------- | -------------------- |
| 3 грудня 2021 | Острови Кука         |
| 30 грудня     | Острів Норфолк       |

Станом на кінець січня лише такі країни та території не повідомляли про випадки зараження SARS-CoV-2:
Азія
- Кокосові острови
- Острів Різдва
- Північна Корея
- Туркменістан

Океанія
- Науру
- Ніуе
- Піткерн
- Токелау
- Тувалу